# Patriarche latin d'Antioche

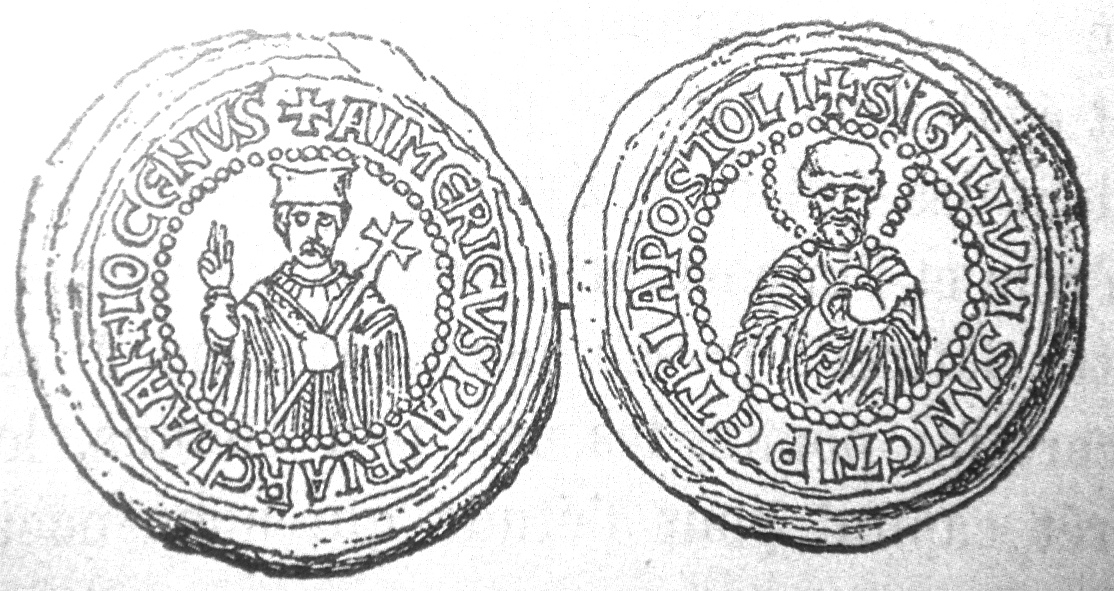
Pièce à l'effigie d'Aimery de Limoges, patriarche latin d'Antioche (1139-1193)

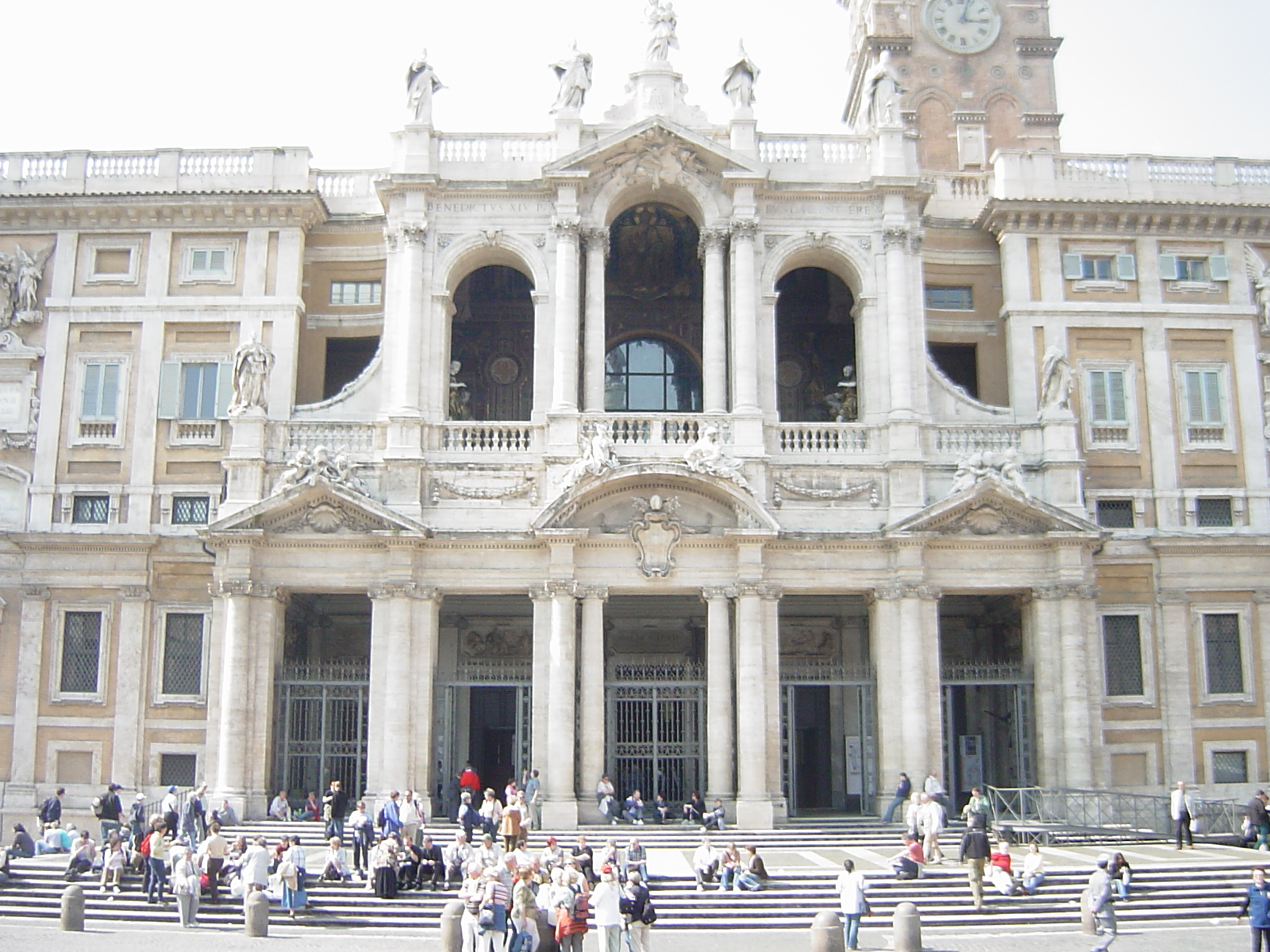
La basilique Sainte-Marie-Majeure, siège du patriarche latin d'Antioche à Rome

Le titre de patriarche latin d'Antioche fut créé par l'Église catholique romaine en 1119 lors des croisades et fut supprimé en 1964.

## Histoire

### Période moderne
La basilique Sainte-Marie-Majeure fut le siège du patriarche latin d'Antioche à Rome.
Mgr Roberto Vicentini fut le dernier prélat à porter le titre de patriarche latin d'Antioche entre 1925 et 1953. Ensuite le titre resta vacant jusqu'à sa suppression en 1964. 